# Torsten Hammarström

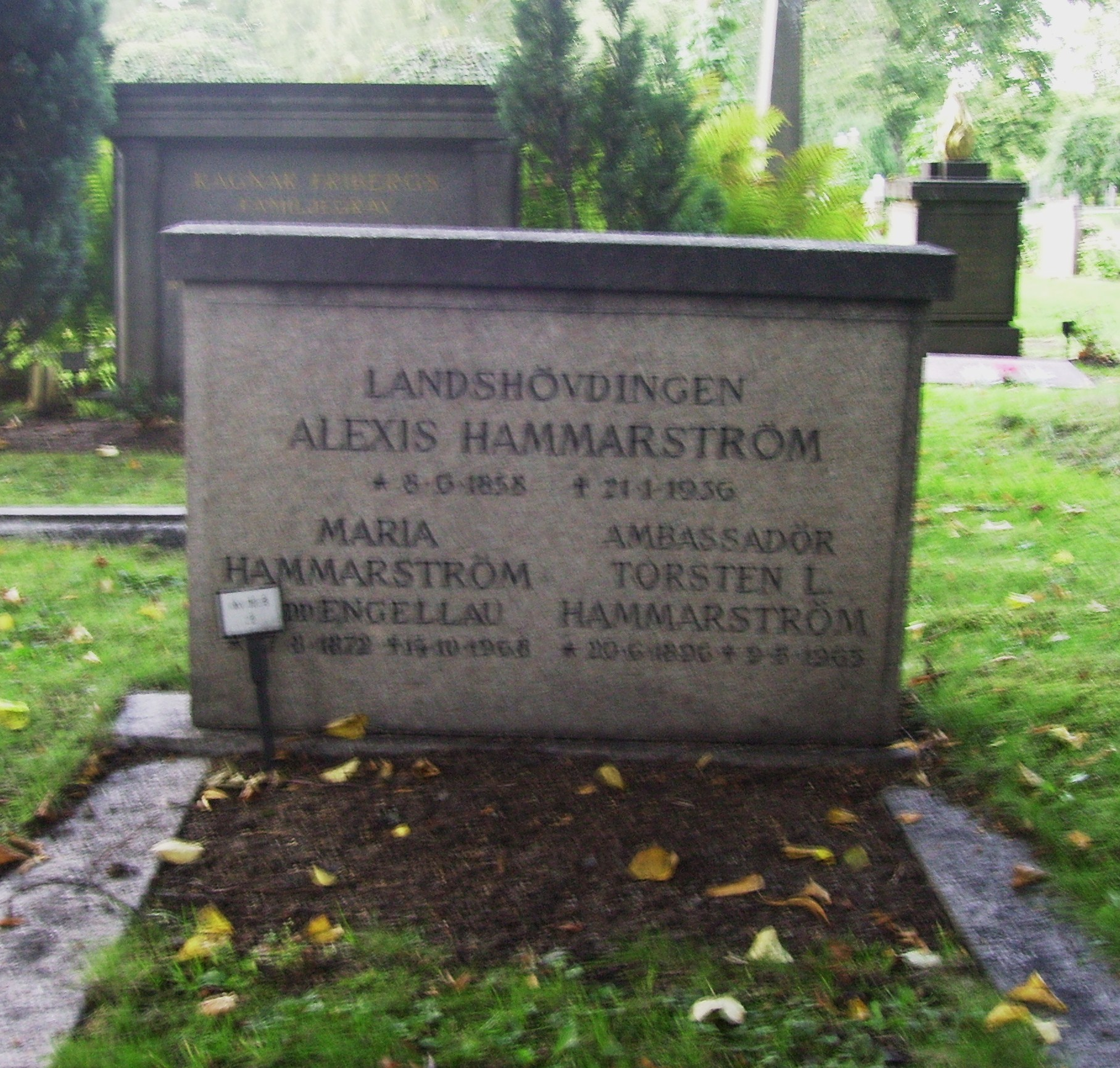
Torsten Hammarströms gravvård på Norra begravningsplatsen i Stockholm.

Torsten Ludvig Hammarström, född 10 juni 1896 i Stockholm, död 9 maj 1965, var en svensk diplomat.

## Biografi
Hammarström var son till landshövding Alexis Hammarström och Maria Engellau. Han tog jur.kand. i Uppsala 1920 och fil.kand. 1921 innan han blev attaché vid Utrikesdepartementet (UD) 1921. Hammarström tjänstgjorde i Berlin 1922, Chicago 1923, vid UD 1925 och i Helsingfors 1927. Han var andre sekreterare 1928, andre legationssekreterare i Bryssel och Haag 1929, förste sekreterare vid UD 1931 och i Berlin 1935. Hammarström var chef för UD:s byrå för arvs- och ersättningsärenden 1936, handelsavdelningens 1:a byrå 1939 och var legationsråd i Rom 1940. Han var envoyé i Prag 1945, Bangkok, Manila 1947 och var ambassadör i Nanking 1947 samt Peking 1950. Han var envoyé i Bern 1951 och ambassadör i Bern 1957-1962.
Han var sakkunnig och ombud vid handelsförhandlingar med Tyskland 1940 och Italien 1941-1944.
Hammarström avled 1965 och gravsattes på Norra begravningsplatsen i Stockholm.

## Utmärkelser

### Svenska utmärkelser
- Kommendör med stora korset av Nordstjärneorden, senast 1962.[3]
- Kommendör av första klassen av Nordstjärneorden, 6 juni 1953.[6]
- Kommendör av Nordstjärneorden, 5 juni 1948.[7]
- Riddare av Nordstjärneorden, 1939.[8]

### Utländska utmärkelser
- Riddare av Belgiska Leopoldsorden.[3]
- Officer av Belgiska Kronorden.[3]
- Kommendör av Finlands Vita Ros’ orden.[3]
- Storofficer av Italienska kronorden.[3]
- Kommendör av Italienska Sankt Mauritii- och Lazariorden.[3]
- Officer av Lettiska Tre stjärnors orden.[3]
- Kommendör av Nederländska Oranien-Nassauorden.[3]
- Riddare av Spanska Civilförtjänstorden.[3]
- Kommendör av Tyska örnens orden.[3]